# As Ney
As Ney is het eerste studioalbum dat Cyminology heeft opgenomen voor het Duitse platenlabel ECM Records. Cyminology is het muziekensemble rond de Duitse Cymin Samawatie. Het album bevat liederen op teksten van Samawatie zelf, maar ook op teksten van 13e- en 14e-eeuwse Perzische dichters. Door haar Iraanse afkomst is Samawatie het Farsi machtig en daar zingt zij dan ook in. De muziek vertoont soms een opvallende gelijkenis met de muziek van Pat Metheny in zijn begintijd; het bevat uitgestelde akkoordenwisselingen waardoor de oplossing beter overkomt. Ook heeft ze af en toe de stijl van Eberhard Weber, die vaak parallelle stemmen componeert.
De muziek is niet in te delen; het kan onder volksmuziek passen, lichte jazz, etnomuziek, New Age Muziek of een combinatie daarvan. Het album is opgenomen in de vaste ECM-studio te Oslo: Rainbow Studio met Jan Erik Kongshaug achter de knoppen. Het boekwerk bevat zowel de Fars-geschriften als wel de Engelse vertaling.

## Musici
Cyminology
- Cymin Samawatie – zang
- Benedikt Jahnel – piano
- Ralf Schwarz – gitaar
- Ketan Bhatti – slagwerk, percussie

## Composities
1. As Ney (Lied over een rietfluit) (tekst: Rumi; muziek: Samawatie)(9:58)
2. Niyaayesh (gebed)(tekst: Samawatie; muziek: Jahnel)(5:20)
3. Kalaam / Dassthaa / Delbassstegi (15:43)
  1. Kalaam (Woorden) (tekst en muziek: Samawatie)
  2. Dassthaa (Handen)(tekst: Samawatie; muziek: Cyminology)
  3. Delbasstegi (Verbondenheid)(tekst: Samawatie; muziek: Jahnel)
4. Sendegi (Leven) (tekst; muziek: Samawatie) (4:06)
5. Por de ssedaa (Weerklinken)(tekst: Hafiz; muziek:Samawatie)(5:24)
6. Naagofte (verzwegen)(tekst:Forough Farrokhrzad; muziek: Jahnel)(7:13)
7. As Ssafar (tekst; muziek:Samawatie)(2:55)
8. Ashkhaa (Tranen)(tekst; muziek: Samawatie)(7:”14)